# Fiat L6/40
El Fiat L6/40 era un tanque ligero empleado por el ejército italiano a partir de 1940 y durante la Segunda Guerra Mundial. Su denominación oficial era Carro Armato L 6/40, en donde figura el tipo de vehículo ("Carro Armato"; tanque), su categoría ("L" de Leggero; ligero), su peso en toneladas (6) y el año cuando fue adoptado (1940). 

## Descripción e historia
El L6/40 era un tanque ligero de diseño convencional, construido mediante remachado. Una torreta con espacio para un solo hombre albergaba un cañón automático Breda M35 de 20 mm y una ametralladora coaxial Breda M38 de 8 mm. El conductor iba sentado en el lado derecho de la carrocería. El espesor del blindaje iba de 6 a 40 mm, apenas siendo equivalente al de los tanques ligeros Aliados.
Como dato adicional, Fiat-Ansaldo había diseñado inicialmente el vehículo para el mercado de exportación y solamente fue adoptado por el ejército italiano cuando sus oficiales tuvieron conocimiento de la existencia del diseño y mostraron interés por este. 
El L6/40 fue el principal tanque empleado por las tropas italianas que lucharon en el Frente del Este junto al cazacarros Semovente 47/32, que estaba basado en su chasis. Los L6/40 también fueron empleados en la Campaña Nor-Africana.

## Desarrollo
En un principio su diseño comenzó con el llamado Carro D Assalto modello 1936 de 5 toneladas, basado en la tanqueta  L3/35 con una superestructura más alta equipada con una torreta con capacidad para un ocupante y armado con un cañón corto de 37/L26 mm en una barbeta y una ametralladora coaxial Breda de 6,5 mm, siendo además rediseñada la suspensión; otro prototipo posterior designado Carro Cannone 5t modello 1936 se probó con un cañón de 37/L26 mm montado en el casco, y una ametralladora Breda en la torreta, mientras que otra versión sufrió un nuevo rediseño del casco donde se instaló la torreta ligera del vehículo blindado Autoblinda AB 40 con dos ametralladoras gemelas de 6,5 mm y el cañón de 37 mm. Finalmente el prototipo final fue reequipado con la torreta más grande del Autoblinda AB 41 , inicialmente con un cañón corto Vickers-Termi 37/L21 mm y, en los modelos de producción, un Cannone-Mitragliera da 20/65 modello 35 (Breda M35) de 20 mm y una ametralladora coaxial Breda M38 de 8 mm.

## L6/40 variantes
El tanque lanzallamas L6LF (Lancia-flamme) fue una variante en la cual el cañón principal fue reemplazado por un lanzallamas con 200 litros de mezcla incendiaria. La variante de mando llevaba equipos de radio extra y tenía una torreta abierta. La variante más exitosa fue el cazacarros Semovente 47/32 , que no llevaba torreta e iba armado con un cañón antitanque de 47 mm en una carrocería abierta; se construyeron alrededor de 300 unidades de esta variante. La versión final construida a finales de la guerra solamente iba armada con una ametralladora Breda M38 de 8 mm. Era empleado junto al cañón autopropulsado Semovente 90/53 como transporte de municiones, ya que el Semovente solamente llevaba 6 proyectiles.

## Historial de combate
Los tanques ligeros L6/40 fueron empleados por los italianos en la Campaña de los Balcanes, el Frente del Este, las últimas etapas de la Campaña Nor-Africana y en la defensa de Sicilia e Italia.
El L6/40 fue el principal tanque empleado por las tropas italianas que lucharon en el Frente del Este. Allí luchó al lado del Semovente 47/32. 

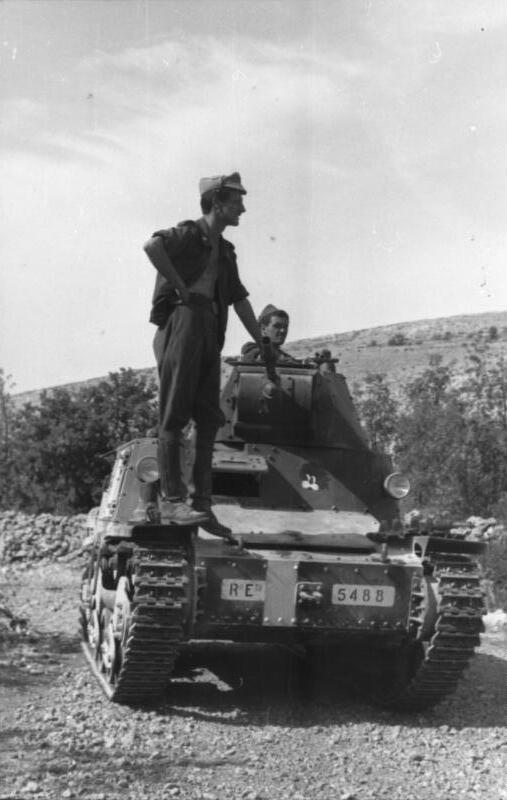
Un L6/40 en los Balcanes, 1943.

Aun siendo un buen tanque ligero para su tamaño y una mejora sobre las tanquetas que eran comunes en el ejército italiano, ya era obsoleto en el momento de su introducción. La baja silueta del vehículo (ligeramente más alta que un hombre promedio) lo hacía útil para misiones de reconocimiento, mientras que su armamento era efectivo contra cualquier vehículo ligeramente blindado o sin blindaje en caso de encontrar uno. Sin embargo, debido a la falta de tanques medios, era frecuentemente empleado en combate, un cometido para el cual no era apto.

## Otras características
- Cruce de obstáculos:
  - Vadeo: 0,80 m (2 ft 8 in)
  - Pendiente: 60%
  - Obstáculo vertical: 0,70 m (2 ft 4 in)
  - Trinchera: 1,70 m (5 ft 7 in)
- Armamento:
  - Municiones: 296 proyectiles de 20 mm y 1.560 cartuchos de 8 mm
  - Elevación y sección: -12° a +20°, con una rotación de 360°